# Langues d’oïl

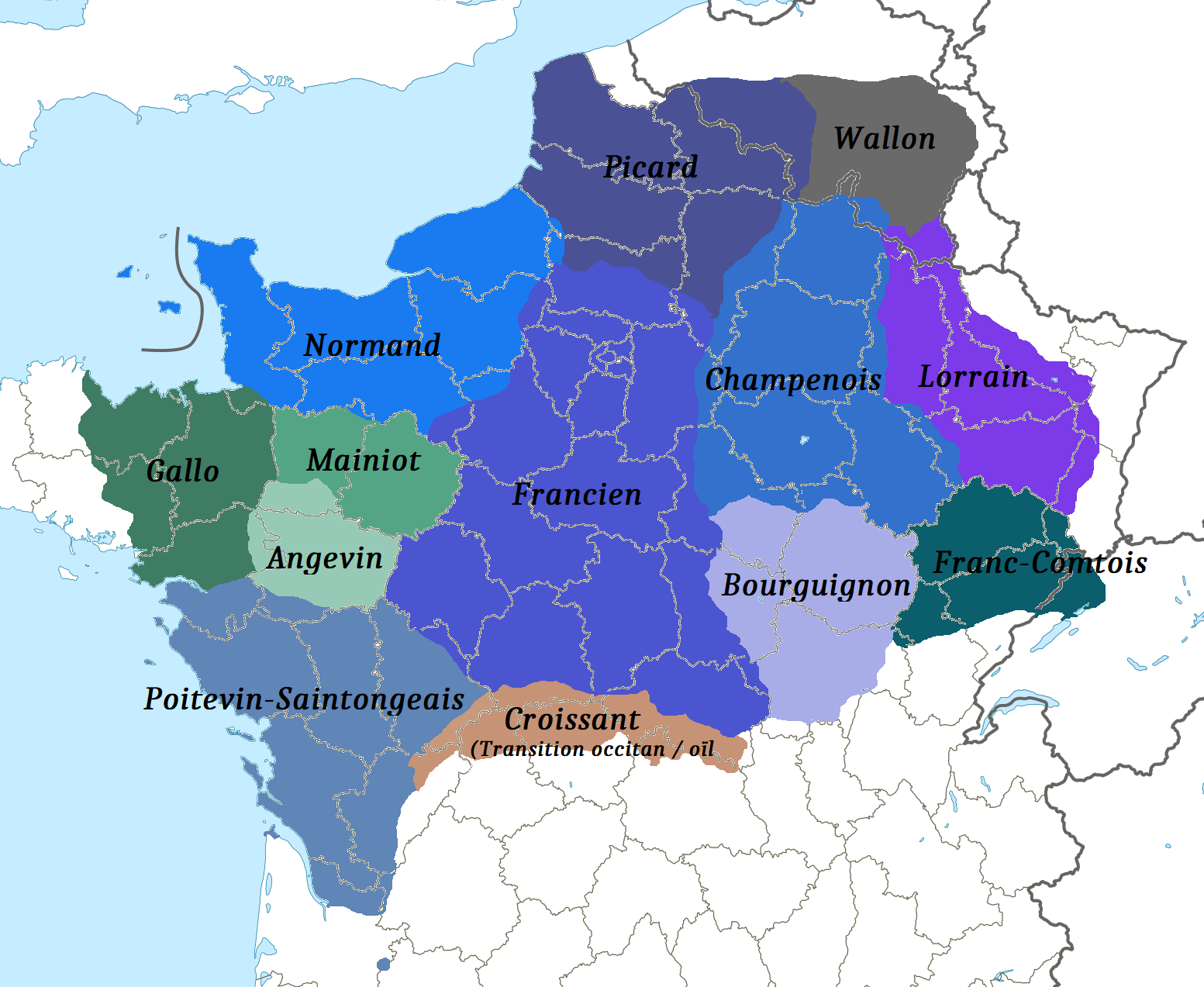
Mapa języków oïl

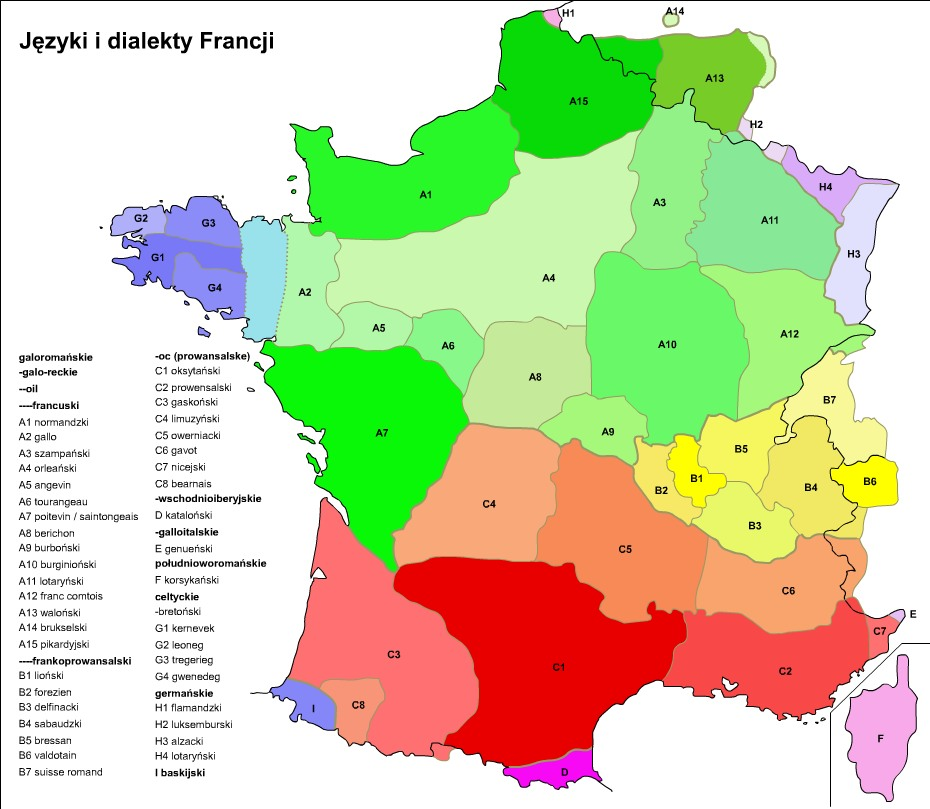
Języki i dialekty Francji

Langues d’oïl (języki oïl) – podgrupa języków lub dialektów romańskich, występujących w północnej Francji, na Wyspach Normandzkich oraz w Walonii (Belgia). Wykształciły się w początkach XI wieku.

## Spis języków oïl
Ethnologue w grupie oïl za pełnoprawne języki uznaje jedynie francuski oraz pikardyjski. Następujące dialekty to zaś, według Ethnologue, dialekty francuskiego.
- andegaweński
- berrichon(inne języki)
- burboński(inne języki)
- burginioński
- szampański
- franc-comtois
- gallo (galijski)
- lotaryński
- normandzki
- orleański(inne języki)
- paryski
- poitevin-saintongeais
  - saintongeais(inne języki)
- waloński

Każdy z dialektów oïl rozwijał się w różnych prowincjach państwa Merowingów, Karolingów, Kapetyngów, Walezjuszy i Burbonów.